# ألبرت لودفيغ
ألبرت لودفيغ هو سياسي كندي، ولد في 14 نوفمبر 1919 في كندا. حزبياً، نشط في الحزب الليبرالي الكندي. وقد انتخب عضو الجمعية التشريعية ألبرتا.